# Wadi Arabah

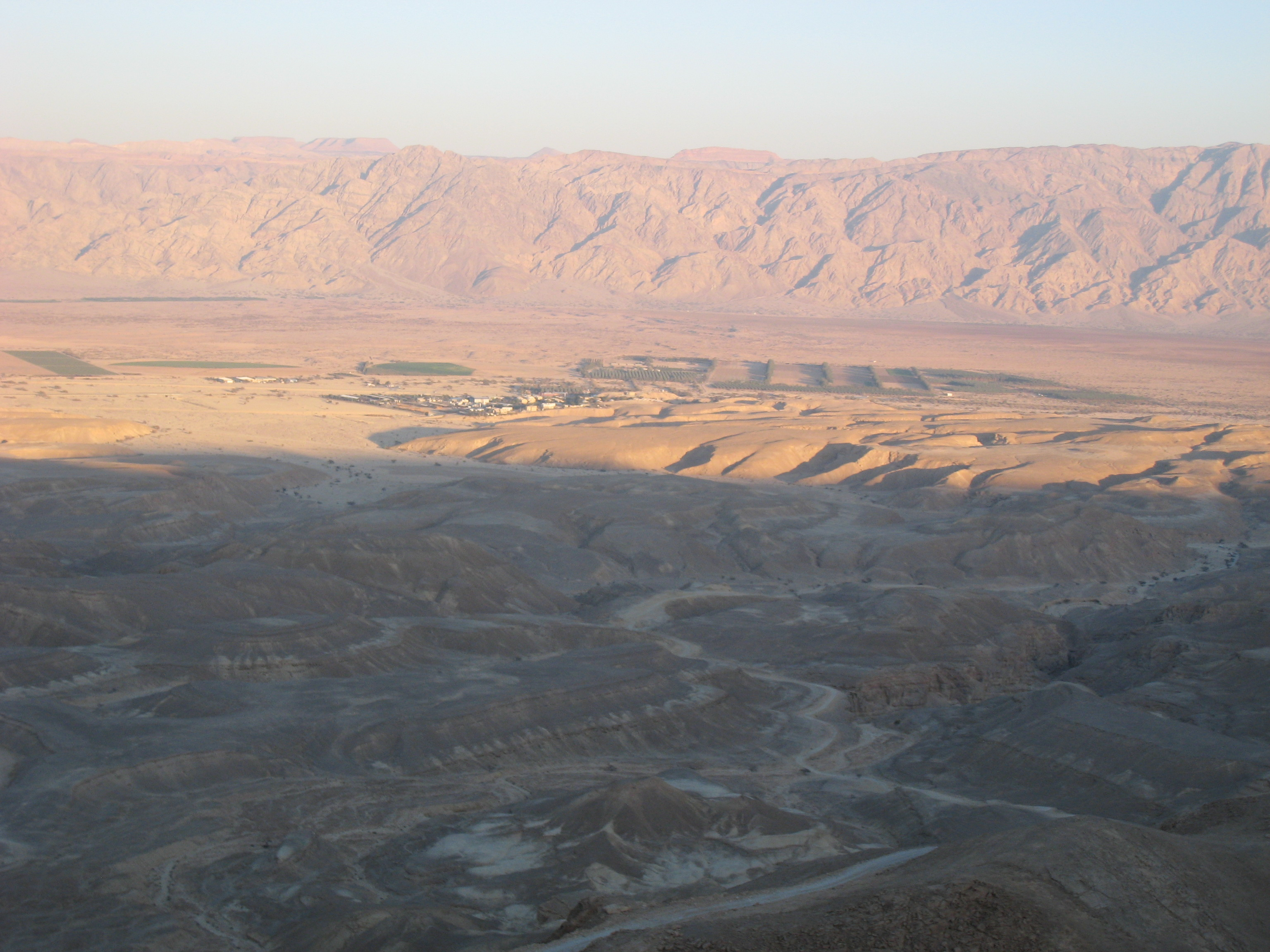
Wadi Arabah

Wadi Arabah är en del av det Östafrikanska riftsystemet, belägen mellan Döda havet i norr och Aqabaviken i söder. Den utgör en naturlig gräns mellan Jordanien i öst och Israel i väst.
Ordet wadi betyder en uttorkad floddal som endast innehåller vatten under kraftiga regn, och förekommer i många arabiska ortnamn.